# 特技飛車
《特技飛車》是一款街機遊戲，可供玩家駕駛大馬力跑車在障礙賽道上奔馳。此遊戲開創了以三維電腦圖形作為駕駛環境的先河。該街機上的方向盤更設有撞車時的力回饋功能，是街機遊戲史上的第一個。

## 玩法
《特技飛車》類似一般的駕駛遊戲。遊戲中的車輛與法拉利的Testarossa相似。這遊戲與其他同期的駕駛遊戲的分別在於它加入了類似雲霄飛車中的迴圈及其他危險障礙。玩家一般需在障礙賽道上駕駛一至兩圈，而在一些模式中玩家更可同電腦控制的跑車Phantom Photon一較高下。由於這遊戲加入了挑戰玩家的膽量的元素，它與《超越》及Pole Position這類一般的賽車遊戲不同。此遊戲更被視為電子遊戲Stunts的始祖，或啟發了其製作，因為Stunts 無論在視覺上、控制上及賽道均與《特技飛車》很相似。《特技飛車》亦有很真實的傳動系統(變速器)，即玩家須要如駕駛真車一樣駕馭此遊戲。

## 外部連結
- Defunct Games: Hard Drivin' Review （页面存档备份，存于） (Atari Lynx)(英文)
- Hard Drivin Resource(英文)
- Ferrari F-40 Model Car Prize(英文)
- Arcade-History.com （页面存档备份，存于）上的Hard Drivin （页面存档备份，存于）(英文)